# 아키모토 다카히로
아키모토 다카히로(일본어: 明本 考浩, 1998년 1월 31일 ~ )는 우라와 레드 다이아몬즈의 축구 선수로 포지션은 왼쪽 윙백이다.

## 구단 경력
그는 2020년 J2리그의 도치기 SC에 입단했다. 2021년 J1리그의 우라와 레즈로 이적했다. 2023년까지 89경기에 출전하여, 6득점을 넣었다. 2021년에 천황배 우승, 2023년에 J리그컵 준우승을 차지했다. 2024년 OH 뢰번로 이적했다.